# 炎の孕ませおっぱい身体測定
『炎の孕ませおっぱい身体測定』（ほのおのはらませおっぱいしんたいそくてい）は、株式会社テックアーツのブランド・SQUEEZより2010年2月26日に発売されたアダルトゲームソフト。

## あらすじ
双方の親の旅行のため、幼馴染の紅葉と同居生活をしながら学生生活を送る主人公の御神雄也は、ある日負傷した保健医より保健医代理を頼まれる。
依頼を引き受けた彼は、身体検査の際に目撃した幼馴染たちの成長した体に性的興奮を覚え、彼女らを征服することで世界征服を達成しようと考える。

### エンディング
※印はヒロインが妊娠している内容のものである。なお、期間中に全員を攻略できなかった場合はバッドエンドとなり、看護師である堀みきが主人公に代わって保健医に就任する。
ハーレムエンド
世界征服を果たした雄也は、次の目的である後継ぎのため、行動を続ける。
※妊娠ハーレムエンド
雄也は世界征服をせず、幼なじみの妊娠を優先する。
紅葉エンド
雄也は医者となり、看護師となった紅葉と結婚する。
雪姫エンド
雄也は雪姫の武道会に招待され、その雄姿を目にする。
リゼエンド
雄也とリゼは一緒に暮らし、二人で入浴する。
※月衛エンド
雄也は月衛と結婚する。
麗エンド
雄也は麗と結婚する。だが、麗が新婚旅行先をさいころで決めた結果、東京-鹿児島間の夜行バスでの旅行となる。
絵留々エンド
俳優となった雄也は、絵留々と恋人役で映画に出る。
※ひかりエンド
ひかりは雄也と結ばれた後も、レスリングを継続していた。
奈緒エンド
雄也は奈緒のマネージャーとなり、行動を共にする。
花梨エンド
花梨は、雄也の実家を訪れ、料理を作る。
☆あやめエンド
雄也は、あやめ本人だけでなく、世話役の静香まで妊娠させてしまうも、そのまま3人で暮らす。
莉子エンド
莉子は漫画家としてデビューし、雄也はアシスタントとして彼女を支える。
ののみエンド
雄也はののみの卒業旅行に同行する。
※転校生（千歳）エンド
雄也は千歳と結婚する。その後、産婦人科医となった雄也は、妻の千歳を診察する。
※まりなエンド
雄也はまりなと無人の教会で愛を誓う。

## ゲームシステム
過去のシリーズ同様、各ヒロインのイベントを起こしつつ攻略していき、全員の攻略完了でベストエンドとなる。
シリーズ前作どっぷり中出し学園戦争に続き、全員の個別エンドが搭載されている。
本作ではヒロインのうち一人が転校生という形で途中参加するが、その際名前を自由に変えられるようになっている。
各ヒロインを攻略すると、その攻略状況に合わせ「幼馴染レベル」というステータスが変化し、スタイルの数値などが変化していく。このレベルが上限まで上がらないとエンディングを見られないヒロインもいる。
また、本作ではこれまでの「孕ませ」シリーズ同様、ちびキャラによるコミカルな演出が取り入れられている。
なお、過去の作品では1人の声優が複数ヒロインを担当していたが、今作より声優1人につきヒロイン1役の体制となった。

## 登場人物

### 主人公
御神 雄也(みかみ ゆうや)
本作の主人公。飛び級で保健医免許を持っていることから保健医代理を受けるが、その状況を利用し世界征服を企てるようになる。
父親はスポーツ選手（雄也曰く、筋肉バカ）であり、母親と共に海外の大会に出場する為、雄也を家に残した。
シリーズの過去作である「炎の孕ませ転校生」のヒロインの一人、御神優子と名字が同じで、かつ雄也や紅葉のセリフに「ゆっこ姉」という名前がしばしば登場することから、公式にはオープンになっていないものの、優子とは従姉弟であることを示唆している。

### メインヒロイン
成咲 紅葉(なるさき もみじ)　
声： 桜川未央
公式サイトでメインヒロインと明記されている、主人公の隣に住む一番付き合いが長い幼馴染。
幼いころは御神と一緒に風呂に入ったり、恋人ごっこでキスしていたことがホームページに載っているが本編では断片的にしか説明されない。
主人公の世話が趣味となっていて、料理の勉強のために料理系の部活に入っている。
両親も海外に出かける為、主人公と同棲する。それ故にひかりから御神と付き合っていると誤解されたことがある。
料理はゲーム開始早々目玉焼きでボヤ騒ぎを起こすほど料理が下手だったが、次第に上達し朝食、お菓子作りに磨きがかかった。

### 1年生ヒロイン
主人公の後輩。雪姫、月衛、麗の三人には「雪月下（せつげっか）」という異名がある。
慶光院 雪姫(けいこういん ゆき)　
声：青葉りんご
主人公を気にしている負けず嫌いなお嬢様。テニス部所属。
お嬢様であることを鼻にかけることはないが、そのオーラは人を恐縮させるものである。
成績も優秀で学園卒業前から既に大学の単位を取っていたことが後日談で判明した。
リーゼロッタ・フォン・キルシュバウム　
声：佐倉もも花
日本とドイツのハーフで帰国子女。料理部所属。愛称はリゼ。
たち振る舞いや言葉づかいは気品があるが、人見知りが激しく、友達は主人公とペットのフェレット「マノン」だけである。
背を低いことを気にし、「胸は小さくないですよ」と返す。
国武 月衛(こくぶ つきえ)　
声：東かりん
ひたすら主人公を慕っている地獄耳の持ち主。主人公に遠距離からでも呼ばれればどんな状況でもすぐに駆けつける。柔道部所属。
明るく元気いっぱいだが、有り余った元気が騒動を起こすこともよくある。
御神のことを「先パイ」と呼んでいる。
真下 麗(ました うらら)　
声：草柳順子
図書委員を務めるおとなしい女の子。
TRPGが趣味で、サイコロダイズで行動を決めることが多く、バラエティ用に使う巨大ダイスを隠し持っている。また、ドジな性格であり、保健室内で巨大ダイスを振ってしまうこともある。
雪月下で唯一苗字であり、しかも「花」ではなく、「下」の字であることを気にしている。

### 2年生ヒロイン
桃枝 絵留々(ももえ えるる)　
声：かわしまりの
明るく天真爛漫な女の子。根はしっかり者で御神以外の者には厳しい目線を持っている。演劇部所属。
現在ブレイク中のアイドルで、ドラマやグラビアなどを幅広くこなす。
紅葉とはライバル同士だが、長い付き合いとなったため普段は仲がいい。
雛瀬 ひかり(ひなせ ひかり)　
声：中家志穂
おとなしくてやや気弱な女の子。まじめな性格をしている。
レスリング部所属ではあるが、最近スランプで成績が伸び悩んでいる。
橘 奈緒(たちばな なお)　
声：野宮香央里
スポコン漫画の主人公のような、熱血で一直線な性格の持ち主。応援部所属。
主人公の昔からの遊び仲間で、「みっちゃん」と呼んでいる。いつも学ランを着ている。
ドアは足で乱暴に開けるため、御神から窘められているが、御神も奈緒の長い鉢巻を踏んでしまい転ばせていた。
生駒 千歳(いこま ちとせ)
声：咲ゆたか
おとなしく物静かな女の子。冗談も真顔で言うため通じないことがある。陸上部所属。
親の都合で転校が多いため、親しい友達は少ない。なお、彼女のみ名前変更が可能。

### 3年生ヒロイン
萌木野 花梨(もえぎの かりん)
声：萌原ぷりん
性格は短気できついが、気配り上手で面倒見がよい先輩。水泳部所属。
主人公に大人な自分を認めさせようとしており、胸の小ささがコンプレックスとなっている。
父親は旅客機のパイロットであり、母親は元キャビンアテンダント。
ミョルニルというしゃべるハンマーを隠し持っている。
和歌月 あやめ(わかつき あやめ)　
声：花南
由緒正しい華道と茶道の家元のお嬢様。いつも日傘をさしている。弓道部に所属。
家柄に加え、本人ののほほんとした性格もあり、機械関係にはめっぽう弱い。
樫葉 莉子(かしば りこ)　
声：高井戸雫
元気いっぱいでさばさばとした性格の女の子。花梨からは「カシリコ」と呼ばれている。バスケット部でエースを務めている。
少女漫画が好きで、主人公の世話を焼きたがることもある。
背は高いが、胸がヒロインの中で最も小さいことを気にし、落ち込むこともある。
芹宮 ののみ(せりみや ののみ)　
声：高槻つばさ
真面目で風紀に厳しい生徒会長。主人公に物事を頼られると断れない性分。フェンシング部所属。
あやめの親友で、失敗しがちな彼女のフォローに回ることも多い。

### 教師ヒロイン
瑞本 まりな(みずもと まりな)　
声：水純なな歩
主人公のいとこで幼馴染。主人公の過去を知っている。
教師かつシスターであるにもかかわらず、色仕掛けで主人公に迫ることも多い。

### その他のヒロイン
霧沢 静香(きりさわ しずか)
あやめの世話係を務める黒子。あやめを生まれた時から手助けしている。
萌木野 春子（もえぎの はるこ）
花梨イベントで登場する花梨の母。元CAで、現役時代から変わらぬ美貌を維持している。
娘とは違いプロポーション抜群。身長で22センチ、バストは24センチ花梨より大きい。
堀 みき（ほり みき）
日常パートで登場する看護士。性的な表現で医療行為を迫るが、腕に不安がある。

## スタッフ
- 企画　TOMO 唐子ニコフ
- 原画　ゆいび
- シナリオ　伊藤海 骸坊主 音虚
- 音楽　abc-dex

## 反響
本作は、Getchu.comの美少女ゲームアワード2010のエロ部門の5位にランクインした。